# Griechische Kunst
Griechische Kunst der Antike ist im engeren Sinne die Kunst des antiken griechischen Siedlungsgebietes in Griechenland, auf den ägäischen Inseln, des griechisch besiedelten Teils Kleinasiens sowie Unteritaliens und Siziliens. Im weiteren Sinne wird in der klassischen Archäologie – wie vor allem in angelsächsischen, aber auch anderen Ländern schon lange praktiziert – seit Jahrzehnten zunehmend auch in Deutschland die kretisch-mykenische Kunst zur griechischen Kunst gerechnet. Spätestens seitdem feststeht, dass die Linear-B-Schriftdokumente in Griechisch geschrieben sind, und seit die Verbindungen von der mykenischen zur geometrischen Zeit immer evidenter werden (zum Beispiel fließender Übergang von submykenischer zu protogeometrischer Keramik), kann man die mykenische Kunst nicht gut von den späteren Phasen abschneiden. Eine Trennung erscheint in zunehmendem Maß nicht gerechtfertigt, wodurch auch die vorgriechische minoische Kunst und Kunst der Kykladenkultur verstärkt in den Fokus rücken.
Obgleich ihr alle Kunstgattungen eigen sind, ist unser Bild von griechischer Kunst aufgrund der Überlieferungslage weitgehend auf die bildende Kunst beschränkt. Sie umfasst in erster Linie Architektur und Skulptur, Kleinkunst und Kunsthandwerk, Vasenmalerei und Töpferkunst, in wenigen Resten und in Reflexen späterer Zeit auch die Malerei.
Von der darstellenden Kunst, etwa der griechischen Tragödie und Komödie, sind uns in erster Linie nur Texte erhalten, darüber hinaus zahlreiche Orte der Aufführung, die Theaterbauten, und Darstellungen von Theatermasken und -szenen, beispielsweise griechischer Possenstücke wie den Phlyaken-Stücken. Umfangreicher und doch nur fragmentarisch ist die griechische Literatur der Antike überliefert.
Spätestens ab hellenistischer Zeit ist griechische Kunst im weiteren Sinn die Kunst des griechisch beeinflussten Kulturraumes von Nubien bis zur Krim, vom Punjab bis nach Sizilien. Am Ende des Hellenismus verschmilzt die griechische zunehmend mit der römischen Kunst, um mit deren Ende in der byzantinischen Kunst einen letzten Widerhall zu finden.
Griechische Kunst spiegelt die geschichtlichen Vorgänge der griechischen Antike wider. Aufgrund der für das antike Griechenland typischen Gemeinschaftsform, der Polis, ist sie in erster Linie eine lokale Kunst – also Ausdruck einer theoretisch wie faktisch begrenzten politischen Gemeinschaft. Dementsprechend entwickelte sich griechische Kunst nicht überall gleich und insbesondere nicht gleich schnell. Lokale Kulte und lokale Traditionen führten in manchen Gebieten zu konservativem Festhalten an Althergebrachtem, während in anderen Teilen der griechischen Welt Innovation und Erweiterung der Ausdrucksmöglichkeiten bis an die Grenze des technisch Machbaren treibende Kraft der Entwicklung waren. Im Laufe ihrer Entwicklung wechseln die Zentren des Verharrens und des Fortschritts beständig.

## Perioden
Die Phasen der mykenischen Kultur:
- Frühmykenisch = Mykenisch I: ca. 1600–1525/00 v. Chr.
- Mittelmykenisch = Mykenisch II: ca. 1525/00–1400 v. Chr.
- Spätmykenisch = Mykenisch III: ca. 1400–1050 v. Chr., wird unterteilt in
  - Mykenisch III A: ca. 1400–1340/15 v. Chr.
  - Mykenisch III B: ca. 1340/15–1190 v. Chr.
  - Mykenisch III C: ca. 1190–1050 v. Chr.

In vielen Regionen Griechenlands schließt sich noch ein Submykenischer Keramikstil an, der dann in den Früh-Protogeometrischen Stil übergeht.
Die griechische Kunst im engeren Sinne, verstanden als Epochenbegriff zwischen Untergang der bronzezeitlichen mykenischen Kultur und Verlust der griechischen Autonomie im Römischen Reich, wird in folgende Stilepochen eingeteilt:
- Protogeometrischer Stil ca. 1025/00–900 v. Chr.
- Frühgeometrischer Stil ca. 900–825 v. Chr.
- Mittelgeometrischer Stil ca. 825–750 v. Chr.
- Spätgeometrischer Stil ca. 750–675 v. Chr.
- Früharchaischer Stil 700–620 v. Chr.
- Hocharchaischer Stil 620–560 v. Chr.
- Spätarchaischer Stil 560–500 v. Chr.
- Strenger Stil 500–450 v. Chr.
- Hochklassik 450–430/20 v. Chr.
- Reicher Stil 420–380 v. Chr.
- Spätklassik 380–325 v. Chr.
- Früher Hellenismus 325–230 v. Chr.
- Hoher Hellenismus 230–150 v. Chr.
- Später Hellenismus 150 – ca. 30 v. Chr.